# Roxton (Texas)
Roxton es una ciudad ubicada en el condado de Lamar en el estado estadounidense de Texas. En el Censo de 2010 tenía una población de 650 habitantes y una densidad poblacional de 288,14 personas por km².

## Geografía
Roxton se encuentra ubicada en las coordenadas 33°32′44″N 95°43′30″O / 33.54556, -95.72500. Según la Oficina del Censo de los Estados Unidos, Roxton tiene una superficie total de 2.26 km², de la cual 2.24 km² corresponden a tierra firme y (0.92%) 0.02 km² es agua.

## Demografía
Según el censo de 2010, había 650 personas residiendo en Roxton. La densidad de población era de 288,14 hab./km². De los 650 habitantes, Roxton estaba compuesto por el 69.69% blancos, el 24.62% eran afroamericanos, el 0.92% eran amerindios, el 1.08% eran asiáticos, el 0% eran isleños del Pacífico, el 0.92% eran de otras razas y el 2.77% pertenecían a dos o más razas. Del total de la población el 1.85% eran hispanos o latinos de cualquier raza.